# 소닉 블래스트맨
소닉 블래스트맨(영어: Sonic Blast Man, 일본어: ソニックブラストマン)은 타이토에서 개발, 1991년에 출시한 격투 게임이다. 슈퍼히어로 슈퍼 소닉 블래스트맨이 주인공이 되어 곤경에 처한 사람들을 구하는 스토리로 구성되어 있다.
아케이드판은 체감형 펀칭 머신으로 출시되었으며, 슈퍼 패미컴 이식판은 벨트스크롤 형식으로 변경되었다.